# Regimiento Ultonia
El Regimiento Ultonia fue un regimiento del ejército español (1709 - 1818) reclutado entre irlandeses que huyeron después de la derrota de los católicos a manos de Guillermo de Orange en el año 1691. Inicialmente eran unos 14.000, aunque llegaron a ser 20.000. Después del tratado de Utrecht el número se redujo a 5.000. La mayoría de los exiliados irlandeses se establecieron en Francia pero también lucharon en otros ejércitos europeos, instalándose en Rusia, Austria y España.
Según el noble irlandés Guillermo Lyons, jefe del Regimiento Ultonia, en el siglo XVII muchos irlandeses fueron perseguidos por causas religiosas y políticas a menos que cambiaran la religión católica por la protestante. Muchas familias emigraron (Sarfield, O'Sulivan, Bulers, Clonard, O'Donell, etc.) y varias vinieron a España alistándose en el ejército español con permiso del rey de España Felipe V. 
Durante los tres asedios sufridos por Gerona durante la Guerra de la Independencia, podemos observar que entre los protagonistas destacados estaba el Regimiento Ultonia. 
En aquella época el hambre era un problema constante y la gente hacía cualquier cosa para conseguir un pequeño sueldo; por eso muchos irlandeses vinieron a España sin que ello fuera nada inusual. Es muy lógico que aquellas familias emigraran para vivir mejor, y los componentes del Regimiento Ultonia lucharon por el poco dinero que ganaban, ya que vivían de su paga y lucharon en cualquier país del mundo, como México, África o Nápoles.
Hoy en día la Asociación de Reservistas Voluntarios Catalanes "Ultonia", lleva en recuerdo su nombre.

## Denominaciones
- 1709.- Regimiento de Mac-Aulif
- 1709.- Regimiento de Mac-Aulif nº 2 de la Infantería Irlandesa
- 1715.- Regimiento de la Infantería extranjera nº 3
- 1718.- Regimiento de la Infantería fija de Ultonia
- 1741.- Regimiento de la Infantería de Ultonia nº 29
- 1769.- Regimiento de la Infantería de Ultonia nº 27
- 1810.- Batallón de los Distinguidos de Ultonia
- 1811.- Regimiento de los Distinguidos de Ultonia
- 1815.- Regimiento de Infantería de Ultonia nº 27
- 1816.- Regimiento de Infantería de Ultonia nº 30
- 1818.- Disolución del regimiento

## Hechos de armas
- 1689.- Expedición a Irlanda
- 1710-15.- Guerra de Sucesión: sitio de Brihuega, batalla de Villaviciosa, sitios de Cardona y Barcelona
- 1718-19.- Guerra de la Cuádruple Alianza: reconquista de Sicilia
- 1727.- Guerra Anglo-Española: sitio de Gibraltar
- 1732-33.- Defensa de Orán
- 1745-49.- Guerra de Sucesión Austríaca: defensa de Génova
- 1762.- Guerra de los Siete Años: campaña de Portugal
- 1769.- Guerra de los Siete Años: campaña de América
- 1781-83.- Guerra de Independencia de los EE.UU: reconquista de Mahón
- 1787-91.- Guerra de África
- 1793-95.- Guerra de la Convención
- 1808-14.- Guerra de la Independencia: sitios de Gerona

## Honores
- 1809.- Medalla de Distinción de Roses
- 1810.- Medalla de Distinción de Hostalric
- 1810.- Cruz de Distinción de Tarragona
- 1815.- Cruz de Distinción del Primer Ejército
- 1815.- Cruz de Distinción de Tarragona

## Soneto
Época memorable, día plausible
Horror, espanto del Francés tirano
Tú hiciste una corona con tu mano
A las sienes de un héroe inmarcesible:
Don Enrique O'Donell con inflexible
Valor en el combate nada en vano
Dispone, ordena y manda al veterano
Regimiento del Ultonia irresistible...
Marte gozosa observa a este mando
Y viendo que se porta triunfante,
De un Aníbal la gloria renovando
Dispárole una bala fulminante
Para que siempre tenga Gran Fernando
Una prueba del celo más constante